# Kloster Bonnecombe
Das Kloster Bonnecombe (Bona Cumba; Notre-Dame de Bonnecombe) – nicht zu verwechseln mit dem Nonnenkloster Bonnecombe – ist eine ehemalige Zisterzienserabtei im Département Aveyron, Region Okzitanien in Frankreich. Das Kloster liegt in der Gemeinde Comps-la-Grand-Ville rund 15 km südlich von Rodez im Tal des Viaur im Wald von Brengayrenc.

## Geschichte
Das Kloster wurde 1166 oder 1167 als Tochter von Kloster Candeil von Raymond V., Graf von Toulouse und Rodez, und dem Bischof Hugo von Rodez gegründet und gehörte damit der Filiation der Primarabtei Clairvaux an. Es lebte bis 1470 in Wohlstand und hatte ausgedehnte Besitzungen im östlichen Rouergue und im nördlichen Albigeois, nämlich vierzehn Grangien, darunter die Grangien von Lasserre-Bonnefon, Ruffepeyre, Bougaunes Is, Bar, Varcelles, Bernac Puechmaynade, Saint-Félix, und Pousthorny sowie das Priorat Saint-Hilaire. Im Hundertjährigen Krieg wurde das Kloster befestigt. Bereits 1470 fiel es in Kommende, einer der Kommendataräbte war der spätere Papst Innozenz VIII. Während der Französischen Revolution fand das noch von neun Mönchen bewohnte Kloster 1790 sein Ende und verfiel. Es wurde aber 1876 von Trappisten aus dem Kloster Aiguebelle wiederbesiedelt, die das 1895 wieder zur Abtei erhobene Kloster ab 1889 restaurierten und bis 1965 blieben. Danach folgten verschiedene religiöse und soziale Nutzungen, bis 1980 die Communauté de l’Arche (von Lanza del Vasto) das Kloster bezog. Im Jahr 1998 bezog die charismatische Gemeinschaft der Seligpreisungen das Kloster.

## Bauten und Anlage

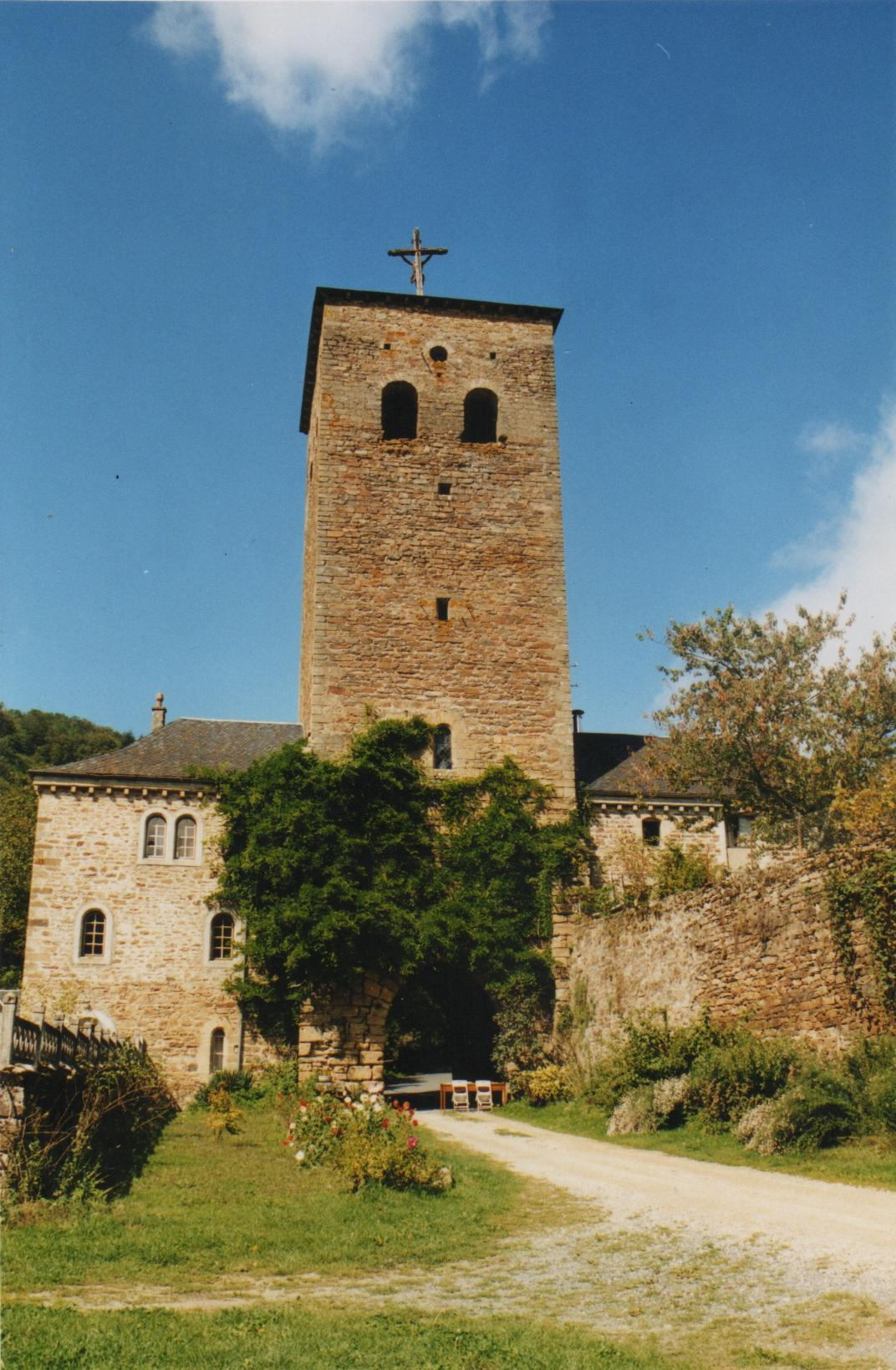
Eingang zur Abtei

Die ummauerte Anlage mit einem großen Torturm aus dem 14. Jahrhundert ist erhalten. Die Kirche des 18. Jahrhunderts wurde zur Scheune, während die südlich angrenzende einschiffige Kirche des 12. Jahrhunderts in ihren ursprünglichen Strukturen wieder aufgebaut wurde. Die Klausur liegt im Süden der kreuzförmigen Kirche aus dem 12. Jahrhundert. Die Anlage ist seit 1840 als Monument historique geschützt.